# Casa Marotta

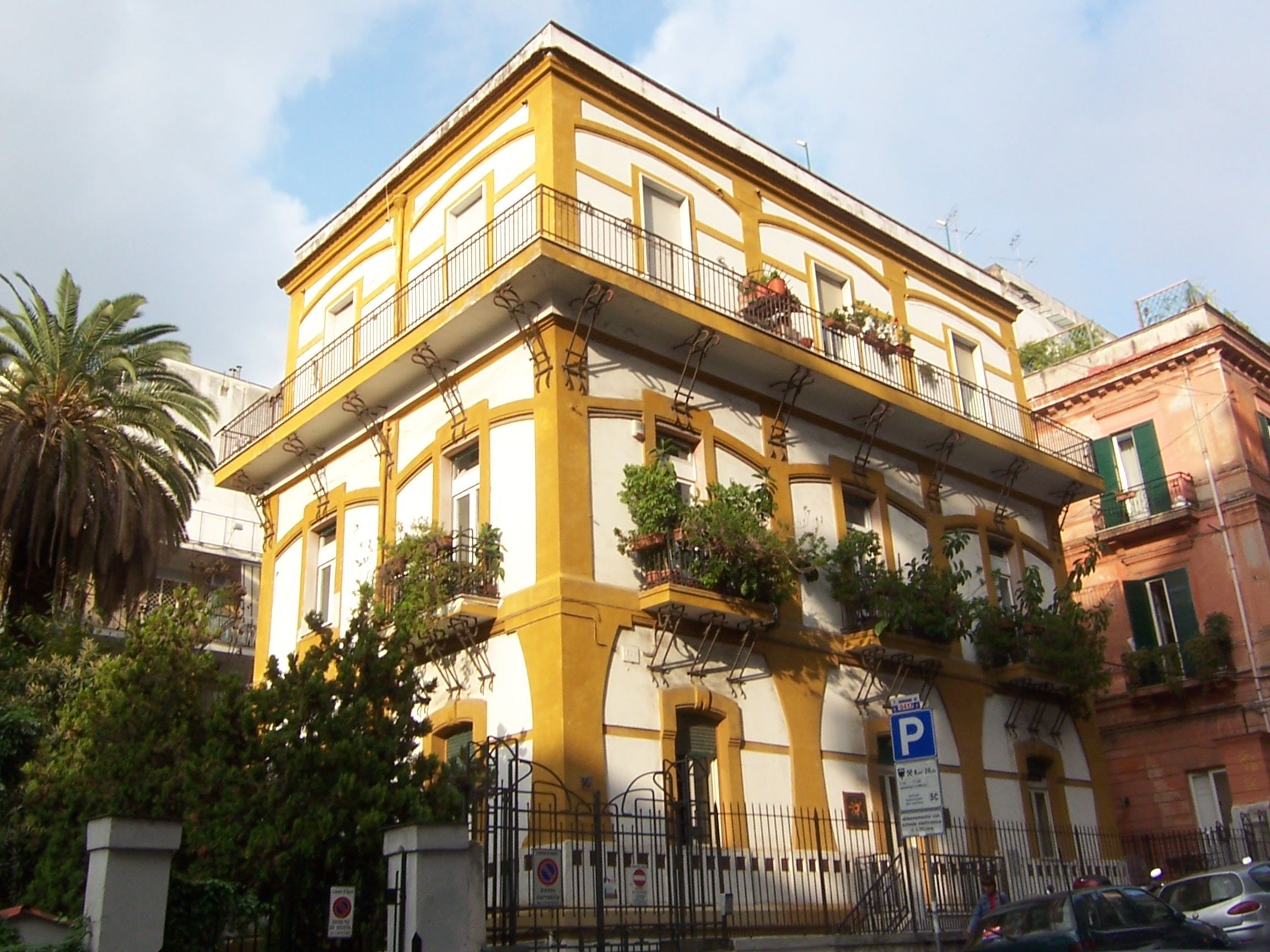
Casa Marotta in Neapel

Die Casa Marotta ist ein Jugendstilpalast aus dem 20. Jahrhundert im Viertel Vomero in Neapel in der italienischen Region Kampanien. Er liegt in der Via Francesco Solimena, 76.

## Geschichte
Der kleine Palast wurde 1912 als Gruppe von Wohnungen von Auftragnehmer Marotta errichtet. Mit dem Projekt wurde der sizilianische Architekt Leonardo Paterna Baldizzi betraut, der ein werthaltiges, schlichtes Gebäude schuf, das vom Jugendstil des Blocks geprägt ist.

## Beschreibung
Der Palast erhebt sich über einem mit Stuck verzierten Untergeschoss, über dem es ein Hochparterre und zwei Obergeschosse gibt; beide Obergeschosse sind mit Balkonen versehen: Im ersten Stock sind es Einzelbalkone an jedem Fenster, während im zweiten Stock ein Balkon ohne Unterbrechung auf allen vier Seiten um das Gebäude verläuft.
Das Gebäude verfügt über wesentliche Dekorationen die mit ihrer Ockerfarbe mit dem Weiß der Mauern in Kontrast stehen.